# Sprengung (Schuh)
Unter Sprengung versteht man beim Schuh die Ausformung der Sohle, die ein Abrollen des Fußes beim Gehen erlaubt.
Ist nur pauschal von Sprengung die Rede, ist die Höhendifferenz zwischen Vorfuß und Ferse gemeint. Die Spitzensprengung (auch Spitzenhub) ist der Abstand der Schuhspitze vom Erdboden, wenn der Schuh auf einer ebenen Fläche steht. Die Absatzsprengung oder Fersensprengung bezeichnet die rückwärtige Kurve der Fersenkappe einschließlich des Absatzes.
Ob eine geringe oder hohe Sprengung bei Schuhen sinnvoll ist, hängt von verschiedenen Faktoren ab. Im Laufsport wird der genaue Abrollvorgang eines Fußes mit einer individuellen Laufanalyse untersucht. Darauf basierend können mögliche Probleme wie die Stellung des Fußes mit speziellen Laufschuhen ausgeglichen werden. Schuhwerke mit hoher Sprengung werden öfter bei Läufern empfohlen, bei denen Supination vorliegt. Damit werden in der Anatomie die Füße bezeichnet, deren Fußinnenseite leichter angehoben wird.